# کولائر
شهر کولائر (به آلمانی: Kevelaer) در ایالت نوردراین-وستفالن در کشور آلمان واقع شده‌است.